# 厚木西インターチェンジ
厚木西インターチェンジ（あつぎにしインターチェンジ）は、神奈川県厚木市愛甲にある小田原厚木道路のインターチェンジである。
小田原厚木道路の法令上の終点は厚木ICとなっているが、厚木ICでは東名高速道路に直結するため、一般道路への連絡路がない。このため、小田原方面と周辺の一般道路との接続にはこの厚木西ICを利用する。また、この関係で上り線入口は案内上、東名高速厚木ICの入口とされている（厚木西IC - 厚木IC間の通行料金は不要）。
ダイヤモンド型の構造を持つが、下り線出口（厚木IC方面からの出口）だけが若干東寄りにあり、標識では厚木ICの伊勢原方面出口としても案内されている。

## 接続する道路
- 神奈川県道63号相模原大磯線別線（→国道129号相模原方面・国道246号大和方面）
- 神奈川県道604号愛甲石田停車場酒井線（→国道129号平塚方面・国道246号伊勢原方面）

## 歴史
小田原厚木道路の全線開通（暫定2車線）に伴い、供用を開始した。開通当初、小田原厚木道路の厚木西IC以西は平面交差かつ対面通行となっていたが、厚木西IC - 厚木IC間は暫定開通時から高架構造の完成形で建設されている。4車線供用前の本線は当ICの西側で地平に降り、車線減少もこの付近で行われていた。

### 年表
- 1969年（昭和44年）3月19日：小田原厚木道路の全線開通に伴い、供用開始。

## 周辺
- 東京農業大学
- 愛甲石田駅

## 隣
E85 小田原厚木道路
伊勢原IC - 厚木西IC - (5) 厚木IC